# Tilo Brandis (Bibliothekar)

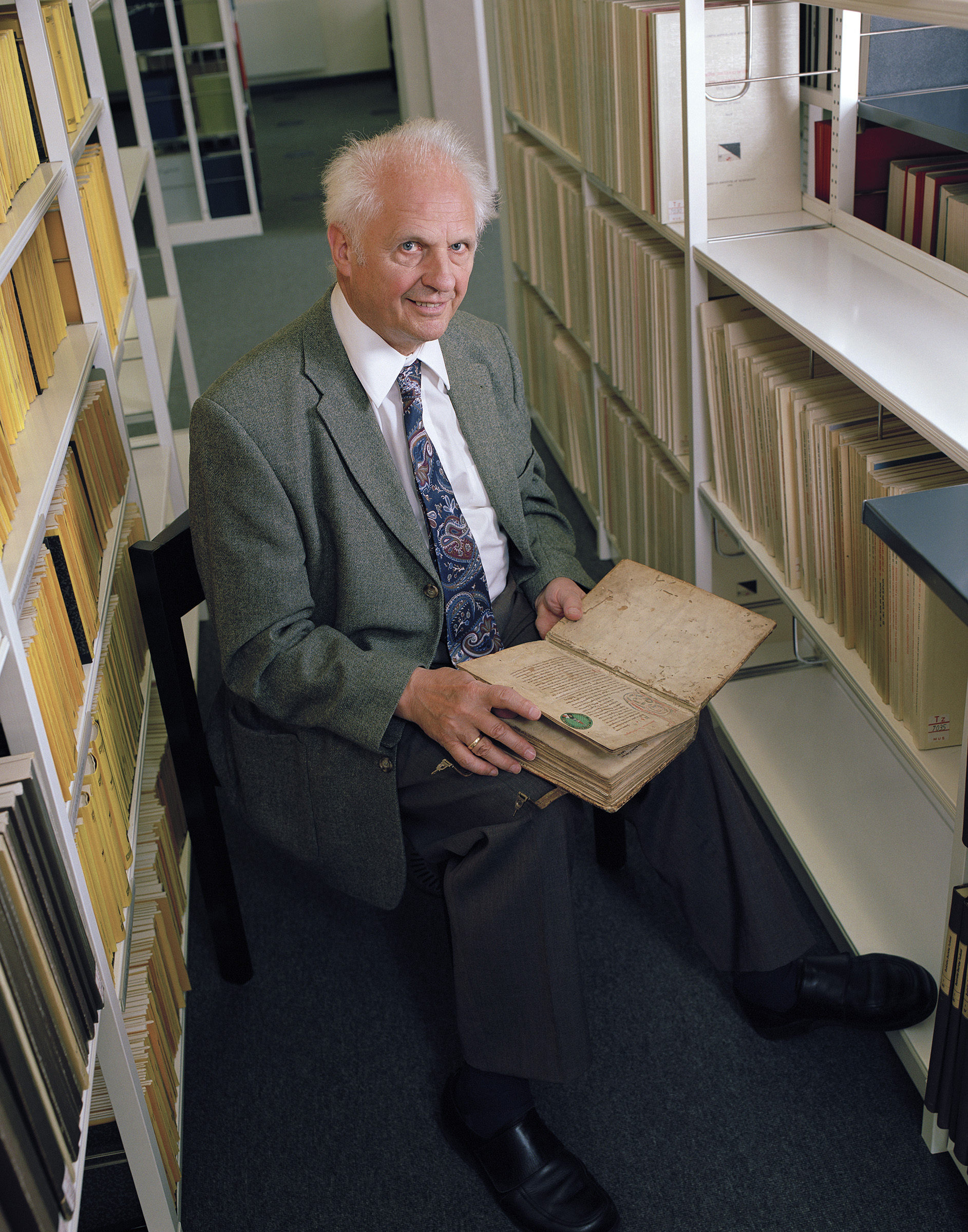
Tilo Brandis fotografiert in der Badischen Landesbibliothek mit der Donaueschinger Nibelungenhandschrift C. Foto von Oliver Mark.

Tilo Brandis (* 21. Januar 1935 in Hamburg; † 24. Juni 2022 in Berlin) war ein deutscher Bibliothekar und Mediaevist.
Er studierte Germanistik und Lateinische Philologie und wurde 1964 an der Universität Hamburg mit der Dissertation Der Harder. Texte und Studien promoviert. Danach ging er als Bibliotheksreferendar an der Staats- und Universitätsbibliothek Hamburg in die Ausbildung für den höheren Bibliotheksdienst (Fachprüfung 1965), arbeitete an dieser Bibliothek bis 1973 und leitete dann bis zu seinem Ruhestand 2000 die Handschriftenabteilung der Staatsbibliothek zu Berlin, wo er sich vor allem mit mittelalterlichen Handschriften und autographen Nachlässen der Neuzeit beschäftigte.
Im Jahre 1995 wurde er Honorarprofessor an der Freien Universität Berlin.
Seine letzte Ruhestätte fand Tilo Brandis auf dem Friedhof Wilmersdorf.

## Veröffentlichungen (Auswahl)

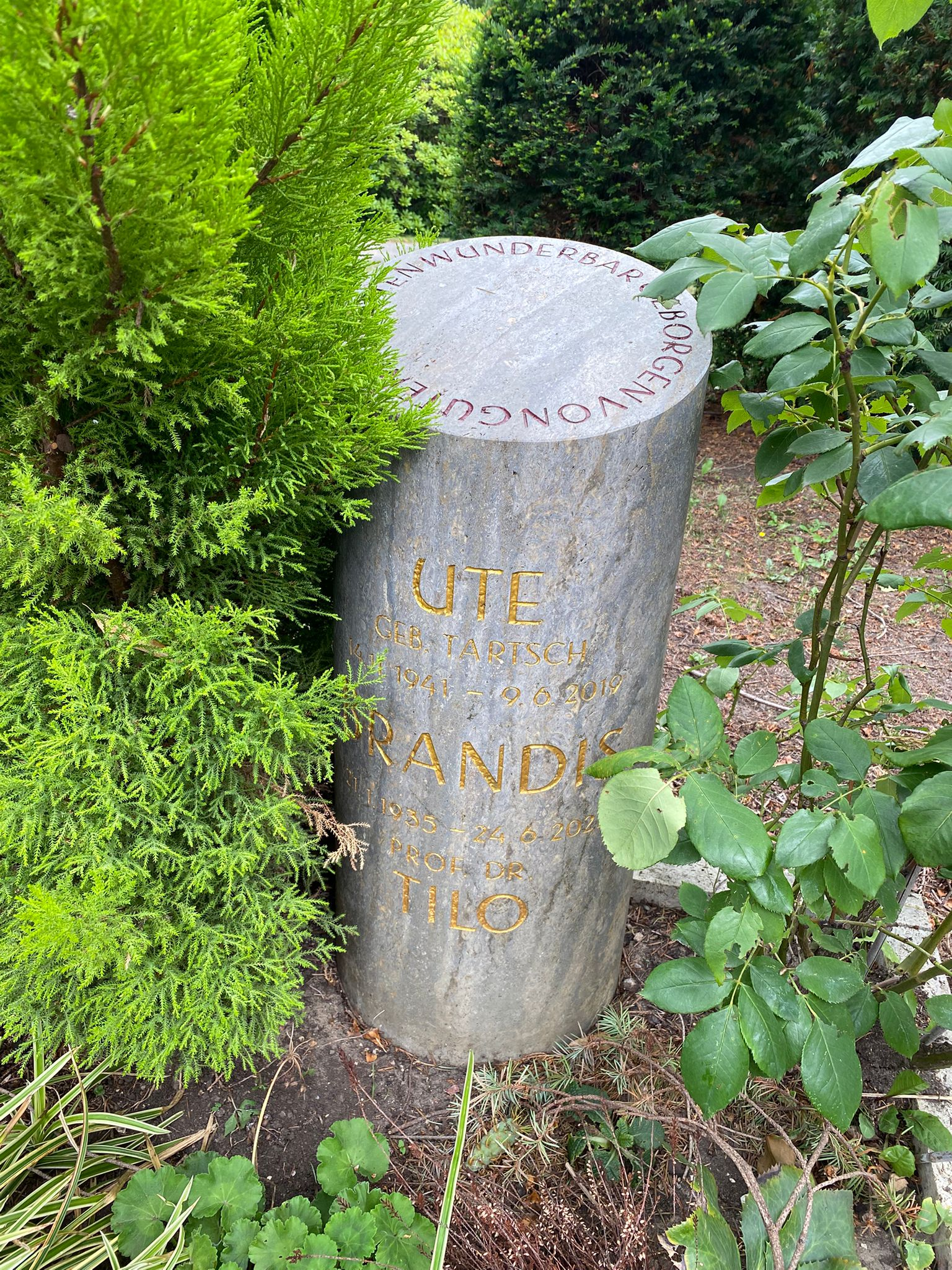
Grabstätte auf dem Friedhof Wilmersdorf

- Mittelhochdeutsche, mittelniederdeutsche und mittelniederländische Minnereden. Verzeichnis der Handschriften und Drucke. Beck, München 1968.
- mit Herwig Maehler: Die Handschriften der S. Petri-Kirche Hamburg/Die Handschriften der S. Jacobi-Kirche Hamburg (= Katalog der Handschriften der Staats- und Universitätsbibliothek Hamburg, Bd. 4). Hauswedell, Hamburg 1967.
- Die Codices in scrinio der Staats- und Universitätsbibliothek Hamburg 1 - 100 (= Katalog der Handschriften der Staats- und Universitätsbibliothek Hamburg, Bd. 7). Hauswedell, Hamburg 1972, ISBN 3-7762-0097-9.
- mit Peter Jörg Becker: Die theologischen lateinischen Handschriften in Folio der Staatsbibliothek Preußischer Kulturbesitz Berlin. Bd. 2: Ms. theol. lat. fol. 598 - 537 (= Katalog der Handschriftenabteilung, Reihe 1, Bd. 2). Harrassowitz, Wiesbaden 1985, ISBN 3-447-02491-7.
- mit Peter Jörg Becker: Altdeutsche Handschriften (= Patrimonia. Bd. 87, ISSN 0941-7036). Herausgegeben von der Kulturstiftung der Länder in Verbindung mit der Staatsbibliothek zu Berlin – Preußischer Kulturbesitz. Kulturstiftung der Länder, Berlin 1995.
- Zimelien. Abendländische Handschriften des Mittelalters aus den Sammlungen der Stiftung Preußischer Kulturbesitz. Reichert, Wiesbaden 1975.